# Mohamed Salim
Mohamed Salim Mubarak (arab. محمد سليم مبارك) (ur. 13 stycznia 1963) – emiracki piłkarz grający na pozycji obrońcy.

## Kariera klubowa
W czasie swojej kariery piłkarskiej grał w Al-Ahli Dubaj.

## Kariera reprezentacyjna
W reprezentacji ZEA Mohamed Salim występował w latach osiemdziesiątych i na początku dziewięćdziesiątych. W 1985 roku uczestniczył w przegranych eliminacjach do Mistrzostw Świata 1986. W 1988 roku uczestniczył w Pucharze Azji. W 1990 roku uczestniczył w Mistrzostwach Świata w 1986. Na Mundialu był rezerwowym i nie wystąpił w żadnym spotkaniu.